# Microcos lanceolata
Microcos lanceolata är en malvaväxtart som först beskrevs av Friedrich Anton Wilhelm Miquel, och fick sitt nu gällande namn av Karl Ewald Maximilian Burret. Microcos lanceolata ingår i släktet Microcos och familjen malvaväxter. Inga underarter finns listade i Catalogue of Life.